# 埃氏副獅子魚
埃氏副獅子鱼，为輻鰭魚綱鮋形目杜父魚亞目狮子鱼科的其中一種。分布於東南太平洋的麥哲倫海峽，屬底棲性魚類，棲息在水深485公尺的海域，生活習性不明。